# 아베이 후스
애비 후스(Abbey Hoes, 1994년 5월 20일 ~ )는 네덜란드의 배우이다. 2014년 황금송아지상 영화 부문 여우주연상, 2015 베를린 국제 영화제 슈팅스타상 공동수상자이다.

## 출연 작품
- 악의 (2019)
- 킬러의 보디가드 무삭제 특별판 (2017)
- 킬러의 보디가드 (2017)
- 피사 (2016)
- 시간을 달려서 (2015)
- 네나 (2014)
- 코닝 반 카토렌 (2012)
- 브라더 (2012)
- 래젠드 (2011)